# Michael Grübler
Michael Grübler (1814 Znojmo – 29. dubna 1885 Znojmo) byl rakouský politik, ve 2. polovině 19. století poslanec Říšské rady a Moravského zemského sněmu.

## Životopis
Narodil se v rodině pekařského mistra, který se do Znojma přistěhoval ze Seefeldu v Dolním Rakousku.
Po obnově ústavnosti v roce 1861 vstoupil do místní politiky a za německé liberály zasedl ve znojemském obecním výboru, kde setrval do roku 1876. Po rezignaci starosty Josefa Glaßnera vedl jako jeho zástupce radnici do zvolení nového starosty Josefa Wandrasche. V roce 1868 inicioval vznik Politického spolku liberálů ve Znojmě a během krize spolku 1874 byl pár dní i jeho předsedou.
V roce 1867 kandidoval do Moravského zemského sněmu za městskou kurii (obvod Znojmo) poté, co kandidaturu odmítl vůdce místních liberálů Fossek. Zvítězil v lednových i březnových volbách onoho roku. V mezidobí se ovšem stihl dostat do sporu s části místních liberálů v čele s rodinou Haaseových, kteří pro březnovou volbu navrhovali za kandidáta starostu Wandrasche, který to ale odmítl. Kvůli útokům ze strany voličů pak odmítl kandidovat ve volbách roku 1870. Během svého působení na sněmu navrhl podporu pro moravské studenty ve Vídni a zajímal se o otázku silnic. V roce 1869 podpořil snahu poslance Franze Esingera prosadit nový vinohradnický řád, který by nahradil zastaralý z doby Josefa II.
Ve volbách do Říšské rady 1873 znovu kandidoval za místní centralisty a porazil federalistického kandidáta Karla Witteka. V roce 1876 se ale znovu mandátu vzdal a nahradil jej Karl Panowsky. Ve stejném roce odešel i z obecního výboru. V roce 1881 založil Školský spolek ve Znojmě a stal se jeho prvním předsedou. Byl rovněž členem Deutscher Bürgerverein (Německého měšťanského spolku) a podporoval postavení Spolkového domu.
Oženil se s Theresií Kremser z významné znojemské měšťanské rodiny, s níž měl čtyři děti. Zemřel v dubnu 1885.